# Ixamatus broomi
Ixamatus broomi är en spindelart som beskrevs av Henry Roughton Hogg 1901. Ixamatus broomi ingår i släktet Ixamatus och familjen Nemesiidae. Inga underarter finns listade i Catalogue of Life.